# FK Kom Podgorica
El FK Kom Podgorica és un club de futbol montenegrí de la ciutat de Podgorica.
El FK Kom va ser fundat el 1958 al suburbi de Podgorica anomenat Zlatica. La seva principal etapa arribà a començament de segle XXI quan la temporada 2001–02 guanyà la lliga de Montenegro amb 106 gols marcats en 34 partits, ascendint a la segona divisió de Iugoslàvia. La temporada següent fou la gran sorpresa de la segona divisió esdevenint campió de la categoria. La temporada 2003–04, com a conseqüència, jugà a la primera divisió de Sèrbia i Montenegro.

## Palmarès
- Segona divisió montenegrina de futbol: 
  - 2016–17

- Segona divisió de Sèrbia i Montenegro de futbol: 
  - 2002–03

- Lliga de Montenegro (Iugoslàvia): 
  - 1991-92, 2001–02

- Copa de Montenegro (Iugoslàvia): 
  - 1991-92